# クンバ・ヤラ
クンバ・ヤラ・エンバロ（ポルトガル語: Kumba Yalá Embaló, 1953年5月15日 - 2014年4月4日）はギニアビサウ共和国の元大統領。2000年2月17日から、軍事クーデターで失脚する2003年9月14日まで大統領に就任。バランタ族出身のカトリック教徒だったが、2008年にイスラム教に改宗し、モハメド・ヤラ・エンバロ（Mohamed Ialá Embaló）と改名した。

## 生い立ち
1953年5月15日にカシェウ州ブラの農家に生まれる。10代の時にギニア・カーボベルデ独立アフリカ党(PAIGC)の活動家となる。PAIGCはポルトガル領ギニアのポルトガル植民地支配からの独立を求めていた。ヤラはリスボンのポルトガル・カトリック大学で神学を学び、後に哲学を学んだ。ビサウで法学を専攻した。ポルトガル語、クレオール語、スペイン語、フランス語、英語を話し、さらにラテン語、ギリシア語、ヘブライ語を読むことができた。卒業後、哲学の教師として教鞭をとった。

## 政治活動
ヤラは1977年に、モスクワで行われた、ロシア革命70周年式典への代表団の長を務めた。しかし、彼はより民主的な改革を求めたため、1978年にPAIGCから追放された。

1991年3月、ラファエル・バルボザのもとで、社会民主戦線 (FDS) の設立に携わった。1992年にFDSを脱退し、社会革新党 (PRS) を設立した。
1994年7月3日、ギニアビサウで初の複数政党制による大統領選挙が行われた。PAIGCの現職大統領のジョアン・ヴィエイラが46.20%を得票し、ヤラは21.88%の得票率で次点であったが、過半数を獲得した候補者がいなかったために、8月7日に第二次投票が行われ。4%の得票率差（52.02% 対 47.98%）でヴィエイラが当選した。
選挙監視団はこの投票結果を公正なものと認定したが、ヤラは選挙結果を不服として提訴した。最高裁判所は、ヤラの提訴を棄却し、選挙結果を認めた。8月20日にヤラは選挙結果を認めたが、PRSは政府に不参加を宣言した。
内戦が勃発し、ヴィエイラが国外亡命した後、1999年11月28日に大統領選挙が実施された。一次投票でヤラは38.31%を得票し、23.37%で2位のマラム・バカイ・サニャ候補を下して1位であった。200年1月16日の決選投票で72%の得票で当選し、2月17日にギニアビサウ共和国大統領に就任した。

## 大統領就任中
クンバ・ヤラが大統領に就任した後も、実態はアンスマネ・マネが実権を握る軍事政権であった。この政府は大臣および政府高官による搾取と貧弱な金融政策に特徴付けられ、世界銀行や国際通貨基金による援助を差し止められた。ビサウ市では、停電、断水が頻発して物価上昇がすすみ、クレオール語で"Luz ka tem, iagu ka tem, arroz sta carro"(電気はない、水はない、米は高い)と歌われるラップソングが流行した。
共にヴィエイラ前大統領を失脚へと追いやった反乱軍の指導者であったアンスマネ・マネ将軍との関係は悪化し、マネは2000年の11月に数人の将校の昇進を予定していたが、ヤラの示した昇進者リストは、事前にマネと合意したものとは異なるとした。ヤラによる昇進人事の撤回と、ヴェリッシモ・コレイア・セアブラ将軍の復職を求めて、マネは軍を掌握すると宣言した。戦闘が勃発し、11月30日にマネは政府軍により殺害された。
ヤラは2001年に議会にて承認された新憲法を、拒否することも、公布することもしなかった。2001年12月にヤラ政府は、クーデター計画を未然に防いだと主張、対抗勢力は計画の存在を疑問視した。2002年6月に、ギニアビサウの反乱を助長しているとしてガンビア共和国を告発、ガンビアの外相はこれを否定。ヤラはガンビアに対する軍事威嚇をも行った。さらにヤラは国内の対立組織の活動家らを、政府の転覆を企てたと告発して、投獄視した。2002年11月に議会を解散。マリオ・ピレスを暫定首相に指名し、2003年2月に選挙を早期に行うことを求めた。最初は4月に予定されていた選挙は7月へ、そして10月へと幾度も延期された。ヤラが権力を保持するために選挙規定の改竄をしているとの疑惑が広がった。

## 2003年クーデター
2003年9月12日に選挙管理委員会は、議会選挙予定日の10月12日までに有権者登録を完了することが不可能であると発表した。これに、経済不振、政情不安さらに給料未払いの兵士の不満などが加わり、9月14日に無血クーデターが起こった。ヤラは逮捕され、自宅監禁となった。クーデターの指導者であるヴェリッシモ・コレイア・セアブラは、政権掌握の正当化として、ヤラ政府の｢無資格｣とみなした。ヤラは9月17日に公式に辞職を発表し、5年間の政治参加禁止に合意した。9月終わりにはエンリケ・ロザ主導の文民による暫定政権が発足した。
2004年3月8日に次の議会選挙を前にして、ヤラは自宅監禁から解放された。3月28日の選挙ではPRSは100議席中35議席を獲得し、議会においてPAIGCに続く第二の政党となった。

## 近年の動向

### 2005年大統領選挙
ヤラは、公式には5年間の政治活動が禁止されていたが、2005年3月、ヤラは6月19日に予定されている大統領選挙の、PRSから候補に選ばれた。最高裁は2005年5月にヤラの立候補資格を認め、その後5月15日に大統領辞任の撤回、任期終了まで職を再開すると宣言した。この宣言により国内の政治的緊張が高まったが、それほどの緊急事態には至らなかった。2日後には一部のヤラ支持者たちの集会が行われ、警察が催涙ガスを用いて解散させた。
5月の終わりには、軍の発表によれば、ヤラは武装集団によって約4時間大統領公邸を占有した。
公式の発表では、6月19日の投票で、ヤラは25%の得票率で、マラム・バカイ・サニャ候補、ジョアン・ヴィエイラ候補についで3位で、二次投票の参加資格を得ることはできなかった。ヤラは、実際には約38%を得票して首位であり、選挙結果は不正であると主張、現在でも自分が勝ったと主張してはいるが、平和と民主主義を優先するとして選挙結果を認めた。選挙結果の発表後、少なくとも4人のヤラ支持者が警察との衝突により死亡したと伝えられている。
7月のはじめ、ヤラは二次投票においてヴィエイラ候補を支持することを表明、7月24日の投票ではヴィエイラが当選した。

### 2009年大統領選挙
2009年の大統領選挙にも出馬したが決選投票の末、マラム・バカイ・サニャに敗れた。

### 2012年大統領選挙
2012年1月にマラム・バカイ・サニャ大統領が現職のまま急逝し、これに伴う大統領選挙に出馬したが3月の第1回投票では得票率は23.36％にとどまり、前首相のカルロス・ゴメス・ジュニオルの得票率48.97％に大きく水をあけられた。ヤラは選挙不正があったと主張、4月29日の決選投票をボイコットすると表明した。

## 最期
2014年4月3日から4日の夜に「突然心停止を起こし」死去した。享年61。